# Ольха вислоплодная
Ольха́ вислопло́дная (лат. Alnus cremastogyne) — вид цветковых растений рода Ольха (Alnus) семейства Берёзовые (Betulaceae).
В Англию интродуцирована в 1907 году.
В природе ареал вида охватывает западные районы Китая.

## Ботаническое описание
Дерево высотой до 40 м. Молодые побеги опушённые, позже голые, красно-коричневые или тёмно-пурпурные.
Листья узко-обратнояйцевидные или эллиптические, на вершине круто заострённые и острые, с широко-клиновидным основанием, редкопильчатые, длиной 6—14 см, сверху тёмно-зелёные блестящие, снизу в молодости светло-зелёные.
Тычиночные и пестичные серёжки одиночные в пазухах молодых листьев. Шишки  висячие, длиной 1,5—2 см, на тонких ножках длиной 2—6 см.
Плод — орешек с широким крылом.

## Классификация

### Таксономия
Вид Ольха вислоплодная входит в род Ольха (Alnus) подсемейства Берёзовые (Betuloideae) семейства Берёзовые (Betulaceae) порядка Букоцветные (Fagales).
|  |                                      |  |                                                             |                                                             |                     |  | ещё 7 семейств (согласно Системе APG II) | ещё 7 семейств (согласно Системе APG II)                   |                                                            |  |  |  | ещё 1—2 рода       | ещё 1—2 рода           |  |  |
|  |                                      |  |                                                             |                                                             |                     |  | ещё 7 семейств (согласно Системе APG II) | ещё 7 семейств (согласно Системе APG II)                   |                                                            |  |  |  | ещё 1—2 рода       | ещё 1—2 рода           |  |  |
|  |                                      |  |                                                             | порядок Букоцветные                                         |                     |  |                                          |                                                            | подсемейство Берёзовые                                     |  |  |  |                    | вид Ольха вислоплодная |  |  |
|  |                                      |  |                                                             | порядок Букоцветные                                         |                     |  |                                          |                                                            | подсемейство Берёзовые                                     |  |  |  |                    | вид Ольха вислоплодная |  |  |
|  | отдел Цветковые, или Покрытосеменные |  |                                                             |                                                             | семейство Берёзовые |  |                                          |                                                            | род Ольха                                                  |  |  |  |                    |                        |  |  |
|  | отдел Цветковые, или Покрытосеменные |  |                                                             |                                                             |                     |  |                                          |                                                            |                                                            |  |  |  |                    |                        |  |  |
|  |                                      |  | ещё 44 порядка цветковых растений (согласно Системе APG II) | ещё 44 порядка цветковых растений (согласно Системе APG II) |                     |  |                                          | ещё одно подсемейство, Лещиновые (согласно Системе APG II) | ещё одно подсемейство, Лещиновые (согласно Системе APG II) |  |  |  | ещё около 45 видов |                        |  |  |
|  |                                      |  |                                                             | ещё 44 порядка цветковых растений (согласно Системе APG II) |                     |  |                                          |                                                            | ещё одно подсемейство, Лещиновые (согласно Системе APG II) |  |  |  |                    |                        |  |  |